# Johann Gottlieb Georgi
Johann Gottlieb Georgi (Wachholzhagen, Pomerania, 31 de diciembre de 1729 - San Petersburgo, Rusia, 27 de octubre de 1802) fue un químico, zoólogo, geógrafo y naturalista alemán.

## Biografía
Georgi fue profesor de química en San Petersburgo. Acompaña a Johann Peter Falck (1727-1774) y Peter Simon Pallas (1741-1811) durante sus viajes de exploración respectivos en Siberia.
Georgi se interesa especialmente por el lago Baikal. Publica el acta de sus viajes en 1775 bajo el título de Bemerkungen e Reise im Russischen Reich im Jahre 1772 .
Publica al año siguiente la descripción del pueblo vivo en el Imperio ruso: Beschreibung aller Nationen des Russischen Reichs, ihrer Lebensart, Religion, Gebräuche, Wohnungen, Kleidung und übringen Merckwürdigkeiten  (San Petersburgo 1776–1780).

## Otras publicaciones
- Bemerkungen einer Reise im Russischen Reich im Jahre 1772. St. Petersburg 1775; Auszüge daraus: Merkwürdigkeiten verschiedener unbekannten Völker des russischen Reichs. Frankfurt & Leipzig 1777
- Geographisch-physikalische und naturhistorische Beschreibung des Russischen Reichs zur Uebersicht bisheriger Kenntnisse von demselben Typ. Nicolovius, Königsberg 1797

## Honores

### Epónimos
- (Arecaceae) Welfia georgii H.Wendl. & Burret[1]
- (Asteraceae) Dolomiaea georgii (J.Anthony) C.Shih[2]
- (Berberidaceae) Berberis georgii Ahrendt[3]
- (Cactaceae) Coryphantha georgii Boed.[4]
- (Cactaceae) Coryphantha georgii Boed.[5]
- (Leguminosae) Astragalus georgii Gontsch.[6]
- (Leguminosae) Phyllota georgii Hemsl.[7]
- (Magnoliaceae) Magnolia georgii (Lozano) Govaerts[8]
- (Moraceae) Ficus georgii Standl. & L.O.Williams[9]
- (Orchidaceae) Catasetum georgii Mansf.[10]
- (Orchidaceae) Habenaria georgii Schltr.[11]
- (Orchidaceae) Lepanthes georgii Luer & R.Escobar[12]

- La abreviatura «Georgi» se emplea para indicar a Johann Gottlieb Georgi como autoridad en la descripción y clasificación científica de los vegetales.[13]

## Abreviatura (zoología)
La abreviatura Georgi  se emplea para indicar a Johann Gottlieb Georgi como autoridad en la descripción y taxonomía en zoología.